# Viação Oeste Ocidental
Viação Oeste Ocidental foi uma empresa de ônibus brasileira, com atuação no transporte coletivo urbano da cidade do Rio de Janeiro.

## História
A Ocidental foi criada a partir da cisão que correspondia a parte das ações que pertencia a Transportes Amigos Unidos na sociedade da Transportes Oriental, ficando a Ocidental com a maioria das linhas. A garagem e sede da empresa ficou no mesmo endereço, sendo apenas desmembrada uma parte menor para a Oriental.
Em setembro de 2009, a empresa teve sua garagem lacrada pelo Mininstério Público pela falta de manutenção/conservação e comprometimento da segurança de seus veículos, sendo apenas 40 de 180 veículos liberados para circulação. Em maio do mesmo ano, a empresa sofreu intervenção da Prefeitura do Rio e do Ministério Público diante de centenas de denúncias sobre o péssimo serviço prestado à população da Zona Oeste. Sendo assim, a Secretaria Municipal de Transportes decidiu distribuir parte das suas linhas a outras empresas da região.
Em 04 de janeiro de 2010, a empresa entrou em processo de cassação de suas linhas pela Prefeitura do Rio de Janeiro. Em março do mesmo ano, a SMTR indeferiu o pedido da Ocidental para reintegração de suas linhas embargadas, o mesmo ocorrendo com sua empresa originária, a tradicional Transportes Oriental. Em 29 de outubro de 2010, a empresa deixou de operar, não tendo sido incluída em nenhum dos consórcios que se formaram naquele ano.
Em dezembro de 2012, o Tribunal de Justiça do Estado do Rio de Janeiro reconheceu que a Rio Rotas não poderia ser considerada sucessora da Ocidental.
Em 12 de setembro de 2013, a antiga garagem da empresa sofreu o principio de incêndio, atingindo 20 ônibus que estavam estacionados no local.